# Igor Karkaroff
Igor Karkaroff fiktivan je lik iz knjiga J. K. Rowling. On je ravnatelj Durmstranga, istočnoeuropske škole u kojoj se poučava magija. 
Karkaroff je bivši smrtonoša. Zarobljen je od aurora Alastora "Divljookog" Moodya nakon pada Lorda Voldemorta. On je odgovoran za Moodyjev gubitak krajnjeg ruba nosa, dok je Moody odgovoran za njegovo zarobljenje u Azkabanu. 
Kasnije ga je Ministarstvo magije oslobodilo kazne u zamjenu s imenima smrtonoša. Neka su se imena pokazala beskorisnima (zarobljeni ili mrtvi), no zamijenio je informacije za slobodu.
Karkaroff je postao ravnatelj Drumstranga. Govorilo se da su prave mračne sile bile učene tamo, a ne samo obrana protiv njih. Drumstrang je također bio samo za čistokrvne vještice i čarobnjake. Ne zna se koliki je bio Karkaroffov utjecaj na to.
Imao je jako veliku sklonost prema Viktoru Krumu.
U 4. knjizi obnovljen je Tromagijski turnir na kojem su uz Hogwarts sudjelovali i Durmstrang i Beauxbatons. Kao ravnatelj Karkaroff je bio i sudac. No zbog izabiranja 4. natjecatelja iz Hogwartsa prijetio je odustajanjem od natjecanja. 
Tijekom godine sreo se s bivšim smrtonošom Severusom Snapeom s kojim je obavio nekoliko razgovora o prošlosti. Na kraju turnira Karkaroff je pobjegao i pokušao se sakriti jer je čuo za Voldemortov povratak.
Viktor Krum rekao je da on nije upravljao brodom koji je bio u jezeru, nego učenici.
Nakon povratka Voldemort je tražio Karkaroffovu smrt zbog kukavičluka. U 6. knjizi pronađen je mrtav u baraci iznad koje je visio tamni znamen (čarolija mors mordre) što ukazuje na to da su ga ubili smrtonoše. Arthur Weasley smatrao je impresivnim kako je uspio preživjeti godinu dana nakon napuštanja Voldemorta.